# Sintesi degli acidi grassi
La sintesi degli acidi grassi (lipogenesi o liposintesi) è una via metabolica della cellula che, a partire da molecole di acetil-CoA, genera acido palmitico, un acido grasso saturo a 16 atomi di carbonio. Gli enzimi chiave del pathway sono la acetil-CoA carbossilasi e la acido grasso sintasi.

## Aspetti generali
Dopo i pasti, gli amminoacidi e gli zuccheri vengono degradati attraverso la via glicolitica e la decarbossilazione ossidativa del piruvato, a produrre acetil-CoA. Tale molecola è il principale substrato in ingresso del ciclo di Krebs, con il fine ultimo di produrre ATP, molecole ad alta energia, utili alle attività della cellula stessa.
Quando la cellula ha sufficiente quantità di ATP, l'acetil-CoA viene utilizzato per produrre acidi grassi, da intendere come vere e proprie macromolecole di riserva. Il processo di sintesi avviene nel citoplasma delle cellule del fegato e del tessuto adiposo. Dal momento che l'acetil-CoA viene sintetizzato all'interno del mitocondrio, la cellula deve attivare prima meccanismi in grado di trasportare la molecola all'esterno del mitocondrio stesso (in condizioni normali l'acetil-CoA non è in grado di attraversare spontaneamente la doppia membrana mitocondriale). Allo stesso modo, la cellula deve garantire il reclutamento presso il citoplasma anche di molecole sufficienti di NADPH, necessarie per la biosintesi.
L'acetil-CoA per fuoriuscire dal mitocondrio deve prima condensare, tramite la citrato sintasi del ciclo di Krebs, con l'ossalacetato per formare il citrato (che è in grado di attraversare le membrane mitocondriali), una volta nel citosol il citrato verrà nuovamente scomposto, tramite la citrato liasi, in  l'acetil-CoA e ossalacetato.
In seguito, l'acetil-CoA viene convertito in malonil-CoA tramite un'acetil-CoA carbossilasi, ed ha inizio il processo di biosintesi vero e proprio, che consta dell'aggiunta progressiva di molecole di malonil-CoA all'estremità carbossilica della catena nascente.
La reazione complessiva di sintesi del palmitato è la seguente:
8 acetil-CoA + 7 ATP + 14 NADPH + 14 H+ → palmitato + 8 CoA + 7 ADP + 7 Pi + 6 H2O + 14 NADP+
Si noti che sono prodotte 6 molecole H2O, non 7, in quanto una viene utilizzata per idrolizzare il legame tioestere tra il palmitato prodotto dalla reazione e l'enzima.
Essa comprende la prima reazione di conversione di sette molecole di acetil-CoA ad altrettante di malonil-CoA
7 acetil-CoA + 7 CO2 + 7 ATP → 7 malonil-CoA + 7 ADP + 7 Pi + 14 H+
ed i cicli di elongazione successivi
acetil-CoA + 7 malonil-CoA + 14 NADPH + 20 H+ → palmitato + 8 CoA + 6 H2O + 14 NADP+ + 7 CO2

## Reclutamento nel citoplasma di acetil-CoA e NADPH
L'uscita dell'acetil-CoA è susseguente alla sua conversione in acido citrico, molecola in grado di fuoriuscire dal mitocondrio, in un processo definito navetta del citrato, giungendo nel citoplasma della cellula. Ciò è possibile tramite l'enzima citrato sintasi, che utilizza come substrati l'acetil-CoA e l'ossalacetato. Una volta raggiunto il citoplasma, l'acido citrico si scinde di nuovo in acetil-CoA (che rimane nel citoplasma) ed ossalacetato.
Quest'ultimo, per poter essere riportato nel mitocondrio, deve essere sottoposto a diverse reazioni, dal momento che la membrana mitocondriale è impermeabile anche ad esso. Dapprima, esso viene ridotto a malato in presenza di NADH. Tale reazione è catalizzata da una malato deidrogenasi citosolica. In seguito, il malato subisce una decarbossilazione ossidativa ad opera dell'enzima malico, con produzione di piruvato (in grado di entrare nel mitocondrio ed essere ri-convertito ad ossaloacetato dalla piruvato carbossilasi) ed il rilascio di una molecola di NADPH.
Per ogni molecola di acetil-CoA trasportata nel citoplasma, dunque, viene prodotta una molecola di NADPH utile per la biosintesi dell'acido grasso. Per produrre una molecola di palmitato, ad esempio, vengono reclutati sette NADPH. Le sei ulteriori molecole necessarie provengono dalla via dei pentoso fosfati.

## Produzione del malonil-CoA
L'acetil-CoA trasportato nel citoplasma viene carbossilato (viene aggiunta una molecola di CO2) in presenza dell'enzima acetil-CoA carbossilasi, che contiene il cofattore biotina (legato covalentemente al gruppo ε-aminico di una lisina, come nella piruvato carbossilasi e nella propionil-CoA carbossilasi) che viene coinvolto direttamente nella reazione. Il prodotto è il malonil-CoA (la reazione prevede il consumo di una molecola di ATP e la liberazione di ADP e fosfato inorganico) e la reazione è virtualmente irreversibile in quanto esoergonica. Si tratta di una reazione chiave nella regolazione dell'intero metabolismo degli acidi grassi.

## Elongazione
Similarmente a quanto avviene nella β-ossidazione, l'elongazione ha luogo attraverso reazioni cicliche, catalizzate dalla acido grasso sintasi (un unico polipeptide negli eucarioti, un complesso multienzimatico nei procarioti). Per semplicità nel testo si descriveranno i singoli enzimi procariotici. In coda si descriverà la struttura della acido grasso sintasi eucariotica, che li comprende tutti in un'unica proteina.

### Tappe dell'elongazione
La prima fase dell'elongazione è catalizzata dalla acetil transacilasi e dalla malonil transacilasi, che generano acetil-ACP e malonil-ACP. La prima, a differenza della seconda, ha una bassa specificità: essa è infatti usata anche per trasferire molecole diverse dagli acetili (come avviene ad esempio nella formazione di propionil-ACP). Le due molecole condensano a formare acetoacetil-ACP, in una reazione catalizzata dalla β-chetoacil-ACP sintasi.
Le tre reazioni successive portano il gruppo chetonico al C3 a gruppo metilenico. Dapprima, l'acetoacetil-ACP è ridotto a d-3-idrossibutirril-ACP (NADPH è usato come riducente). In seguito il d-3-idrossibutirril-ACP è disidratato a formare crotonil-ACP, un trans-Δ2-enoil-ACP. Il passaggio finale converte il crotonil-ACP a butirril-ACP. Ancora una volta NADPH è il riducente. L'enzima che catalizza quest'ultimo passaggio, la enoil-ACP reduttasi, è inibito dal triclosan, un agente antibatterico a largo spettro utilizzato ad esempio nei dentifrici, nei saponi o nelle creme per la pelle. Le quattro reazioni sono riepilogate nella tabella sottostante.
| Passaggio                      | Descrizione | Diagramma | Enzima                     |
| Condensazione                  | Il primo passaggio è la condensazione dell'acetil-ACP e del malonil-ACP. Ciò risulta nella formazione dell'acetoacetil-ACP. Sebbene questa reazione sia termodinamicamente sfavorita, essa viene spinta nella direzione dei prodotti dalla bassa concentrazione cellulare di CO2. |           | β-chetoacil-ACP sintasi    |
| Riduzione dell'acetoacetil-ACP | L'acetoacetil-ACP è ridotto dal NADPH in D-3-idrossibutirril-ACP. Il doppio legame è ridotto ad un gruppo ossidrile. Viene formato solo l'isomero D. |           | β-chetoacil-ACP reduttasi  |
| Disidratazione                 | Il D-3-idrossibutirril-ACP è disidratato a crotonil-ACP. |           | 3-idrossiacil-ACP deidrasi |
| Riduzione del crotonil-ACP     | Durante l'ultimo passaggio, il crotonil-ACP è ridotto dal NADPH in butirril-ACP. |           | Enoil-ACP reduttasi        |

Al termine di queste quattro reazioni (condensazione, riduzione, disidratazione, riduzione) si ha la conclusione del primo ciclo di elongazione. Nel secondo ciclo, il butirril-ACP formato durante il primo condensa con una nuova molecola di malonil-ACP, formando C6-β-chetoacil-ACP. Questa reazione è del tutto simile a quella che, nel primo ciclo, ha portato alla formazione di C4-β-chetoacil-ACP. Dopo reazioni analoghe di riduzione, disidratazione e riduzione, si forma un C6-acil-ACP, pronto per il terzo ciclo di elongazione. Tali ripetizioni procedono fino alla formazione di C16-acil-ACP (sette cicli complessivi). Tale intermedio è un ottimo substrato per una tioesterasi, che scinde la molecola in palmitato ed ACP. In questa chiave, tale tioesterasi agisce come metro per interrompere i cicli una volta raggiunta la lunghezza corretta dell'acido grasso. La produzione di acidi grassi diversi dal palmitato avviene in altri organelli (ad esempio sul reticolo endoplasmatico) proprio a partire da questa molecola a 16 atomi di carbonio.

### Ruolo della ACP
Gli intermedi di reazione sono legati ad una acyl carrier protein (ACP, proteina trasportante acili). Nel dettaglio, essi sono legati allo zolfo terminale di un gruppo fosfopantoteinico a sua volta legato ad un peptide di 77 amminoacidi, denominato appunto ACP. Questo legame ricorda quello con il CoA (anch'esso contenente un gruppo fosfopantoteinico) necessario per la degradazione degli acidi grassi. In questa chiave, l'ACP può dunque essere considerato come grande coenzima (una sorta di macro-CoA).

### Differenze tra eucarioti e procarioti
Il sistema enzimatico che catalizza la sintesi di acidi grassi saturi da acetil-CoA, malonil-CoA e NADPH è chiamato complessivamente acido grasso sintasi. Nei batteri tale sistema è composto di diversi polipeptidi, mentre negli organismi superiori consta di un'unica macromolecola. Nonostante tale importante differenza, le reazioni catalizzate sono del tutto sovrapponibili.
La acido grasso sintasi di mammifero è un omodimero. Ogni subunità contiene tre domini:
- il dominio 1 è la regione di ingresso del substrato e provvede alle attività da acetil transferasi, da malonil transferasi e da β-chetoacil-ACP sintasi;
- il dominio 2 contiene fisicamente la ACP e provvede alle attività di β-chetoacil reduttasi, deidratasi ed enoil reduttasi;
- il dominio 3 contiene la catena nascente e provvede all'attività di tioesterasi.

In una singola catena polipeptidica sono dunque presenti sette attività enzimatiche. Si ipotizza che il gene che codifica per questo enzima, le cui singole regioni con attività enzimatiche hanno alta omologia con i singoli enzimi batterici, si sia formato nell'evoluzione degli eucarioti per exon shuffling (come avvenuto per molti altri geni eucariotici).

## Differenze tra biosintesi e degradazione degli acidi grassi
La sintesi degli acidi grassi non è semplicemente l'inverso della loro via di degradazione (beta-ossidazione), a differenza di quanto avviene per biosintesi/degradazione di altri metaboliti. Le principali differenze sono riportate in tabella.
|                 | Biosintesi                                                      | Degradazione                   |
| Localizzazione  | Citoplasma                                                      | Matrice mitocondriale          |
| Coenzimi        | Intermedi legati covalentemente alla acyl carrier protein (ACP) | Intermedi legati al coenzima A |
| Enzimi          | Un unico polipeptide (acido grasso sintasi)                     | Diversi enzimi                 |
| Cofattore redox | NADPH                                                           | NAD+ e FAD                     |

## La sintesi degli acidi grassi come bersaglio farmacologico
La acido grasso sintasi è sovraespressa in alcuni tipi di tumore alla mammella. Per tale motivo, sono stati testati diversi inibitori dell'enzima, in particolare della regione che condensa acetil-ACP e malonil-ACP. I risultati hanno mostrato un sensibile calo del peso dei topi utilizzati nello studio, dovuto (almeno in parte) all'accumulo di malonil-CoA. Tali inibitori sembrano dunque essere buoni candidati per terapie antitumorali ed antiobesità.